# Emanuel Raasch
Emanuel "Emu" Raasch (Burg bei Magdeburg, Saxònia-Anhalt, 16 de novembre de 1955) va ser un ciclista alemany que va competir també per l'Alemanya de l'Est. Guanyador de set medalles als Campionats del Món de Ciclisme en pista, una d'elles d'or en Tàndem fent parella amb Eyk Pokorny.

## Palmarès
- 1975
  - Campió de la RDA en Quilòmetre
- 1976
  - Campió de la RDA en Quilòmetre
- 1977
  - Campió de la RDA en Velocitat
- 1982
  - Campió de la RDA en Quilòmetre
- 1991
  -  Campió del món en Tàndem (amb Eyk Pokorny)
  -  Campió d'Alemanya en Tàndem (amb Eyk Pokorny)
- 1992
  -  Campió d'Alemanya en Tàndem (amb Eyk Pokorny)
- 1993
  -  Campió d'Alemanya en Tàndem (amb Markus Nagel)
- 1994
  -  Campió d'Alemanya en Tàndem (amb Jens Glücklich)